# 南アジア競技大会
南アジア競技大会（みなみあじあきょうぎたいかい、英語名：South Asian Games）は、南アジアオリンピック評議会（South Asian Olympic Council）が主催する総合競技大会である。南アジア地域の友好、理解、平和と、オリンピック・ムーブメントの振興を目的としている。
1984年、第1回大会が開催された。参加国はインド、バングラデシュ、パキスタン、スリランカ、ネパール、ブータン、モルディブの7カ国。当時は大会名称を「南アジア連盟大会（South Asian Federation Games、SAF Games）」としていたが、2004年に改称。
また2009年2月に第1回南アジア冬季競技大会（South Asian Winter Games）がインド・ウッタラーカンド州デヘラードゥーンなどで開催予定であったが、2009年12月に延期され、さらに2010年1月に再延期され、またさらに延期となり最終的に2011年1月に開催された。競技種目はスキー（アルペン、ノルディック）、スノーボード、フィギュア・スケート、スピード・スケート、アイスホッケーの6種目。
2011年10月に第1回南アジアビーチゲームズ（South Asian Beach Games）がスリランカ・ハンバントタで開催された。競技種目はカバディ、オープンウォータースイミング、ウィンドサーフィンなど10種目。

## 大会一覧
| 南アジア競技大会 | 南アジア競技大会 | 南アジア競技大会  | 南アジア競技大会 |
| 年               | 回               | 開催都市          | 開催国           |
| ---------------- | ---------------- | ----------------- | ---------------- |
| 1984             | I                | カトマンズ        | ネパール         |
| 1985             | II               | ダッカ            | バングラデシュ   |
| 1987             | III              | カルカッタ        | インド           |
| 1989             | IV               | イスラマバード    | パキスタン       |
| 1991             | V                | コロンボ          | スリランカ       |
| 1993             | VI               | ダッカ            | バングラデシュ   |
| 1995             | VII              | マドラス          | インド           |
| 1999             | VIII             | カトマンズ        | ネパール         |
| 2004             | IX               | イスラマバード    | パキスタン       |
| 2006             | X                | コロンボ          | スリランカ       |
| 2010             | XI               | ダッカ            | バングラデシュ   |
| 2016             | XII              | グワーハーティー  | インド           |
| 2019             | XIII             | カトマンズ/ポカラ | ネパール         |
| 2023             | XIV              | ラホール          | パキスタン       |

| 南アジア冬季競技大会 | 南アジア冬季競技大会 | 南アジア冬季競技大会     | 南アジア冬季競技大会 |
| 年                   | 回                   | 開催都市                 | 開催国               |
| -------------------- | -------------------- | ------------------------ | -------------------- |
| 2011                 | I                    | デヘラードゥーン、アウリ | インド               |

| 南アジアビーチゲームズ | 南アジアビーチゲームズ | 南アジアビーチゲームズ | 南アジアビーチゲームズ |
| 年                     | 回                     | 開催都市               | 開催国                 |
| ---------------------- | ---------------------- | ---------------------- | ---------------------- |
| 2011                   | I                      | ハンバントタ           | スリランカ             |

## 競技種目
数字は実施年を表す。

### 南アジア競技大会
- 陸上競技 1984-
- サッカー 1984-
- ボクシング 1984-
- 競泳 1984-
- 重量挙げ 1984-1989, 1993-
- カバディ 1985-1989, 1993-
- レスリング 1985-1989, 1993-
- 卓球 1987-
- トライアスロン 2016

- バレーボール 1987-
- バスケットボール 1987, 1991, 1995, 2010
- スカッシュ 1989, 2004, 2006-
- 射撃 1991-
- テニス 1991-1995, 2016
- 柔道 1993, 2006-
- ホッケー 1995, 2006-
- 空手 1999-2010
- コーコー 2016

- テコンドー 1999-
- バドミントン 2004-
- ボート競技 2004-2006
- アーチェリー 2006-
- 中国武術 2006-
- 自転車競技 2006, 2016
- ハンドボール 2010, 2016
- ゴルフ 2010
- クリケット 2010

### 南アジア冬季競技大会
- スキー
  - アルペンスキー
  - ノルディックスキー

- スノーボード
- フィギュア・スケート
- スピード・スケート

- アイスホッケー

### 南アジアビーチゲームズ
- 馬術
- オープンウォータースイミング
- ビーチバスケットボール

- ビーチカバディ
- ライフセービング
- サッカー

- ウィンドサーフィン
- ビーチバレーボール
- ビーチハンドボール
- ビーチネットボール